# Jordi Mir Gisbert
Jordi Mir Gisbert (Barcelona, 3 de març de 1930 – Barcelona, 9 de juny de 2025) fou un pintor català amb una trajectòria artística extensa i diversa, marcada per l'experimentació formal i una mirada profundament personal sobre l'espai urbà i arquitectònic.

## Biografia
Nascut a Barcelona i resident al barri del Camp de l'Arpa, la seva infantesa va transcórrer durant la Guerra Civil i la postguerra. Va iniciar estudis a una acadèmia artística del carrer Portaferrissa, reconeguda per la seva influència en l'ambient artístic barceloní. Paral·lelament, treballava a l'empresa familiar de litografia, on adquirí coneixements sobre el color, els esbossos i les tècniques gràfiques.
El 1947, amb només disset anys, va perdre els seus pares, Josep Maria i Joaquima. A causa de la situació econòmica i la joventut dels seus quatre germans, l'empresa familiar va haver de tancar i ell va començar a treballar en una fàbrica tèxtil, on es va especialitzar en la mescla de tints. Més endavant, un canvi professional li va permetre reprendre la vocació artística, iniciant una etapa d’art abstracte.
Al llarg de la seva trajectòria, Mir va explorar tècniques com el puntillisme en tinta, el relleu en fusta i la pintura a l’oli, amb un enfocament temàtic centrat en la ciutat, els espais arquitectònics i la llum. Va continuar pintant fins al 2023, amb una producció que supera els 220 quadres. La seva obra reflecteix constància, observació i sensibilitat.
Va estar casat amb Pepa, amb qui va tenir dues filles, Anna i Marta. Es van separar durant l’adolescència de les filles. Jordi Mir fou avi de tres nets: Carla, Roger i Oriol.
Va morir a Barcelona el 9 de juny de 2025, a l’edat de 95 anys.

## Trajectòria artística
Va començar a exposar a finals dels anys 1960. La seva primera mostra tingué lloc l’any 1967 a l’Ajuntament de L’Hospitalet de Llobregat. Des de llavors, va participar en exposicions individuals i col·lectives a ciutats com Manresa, Barcelona, Sabadell, Lleida, Calafell i Madrid, en espais com el Palau de la Virreina, la Galeria Època, la Galeria Magdalena Baxeras o la Galeria Ra del Rey.
Durant els anys 1980 i 1990 es va centrar en paisatges industrials i escenes urbanes nocturnes. A partir de 1990, va desenvolupar una sèrie sobre els carrers solitaris de Barcelona. L’any 2000, arran d’un viatge a Nova York amb les seves filles, va captar imatges que van inspirar una producció centrada en la ciutat nord-americana. També va dedicar una sèrie de pintures a Venècia. Mostra de cada época:

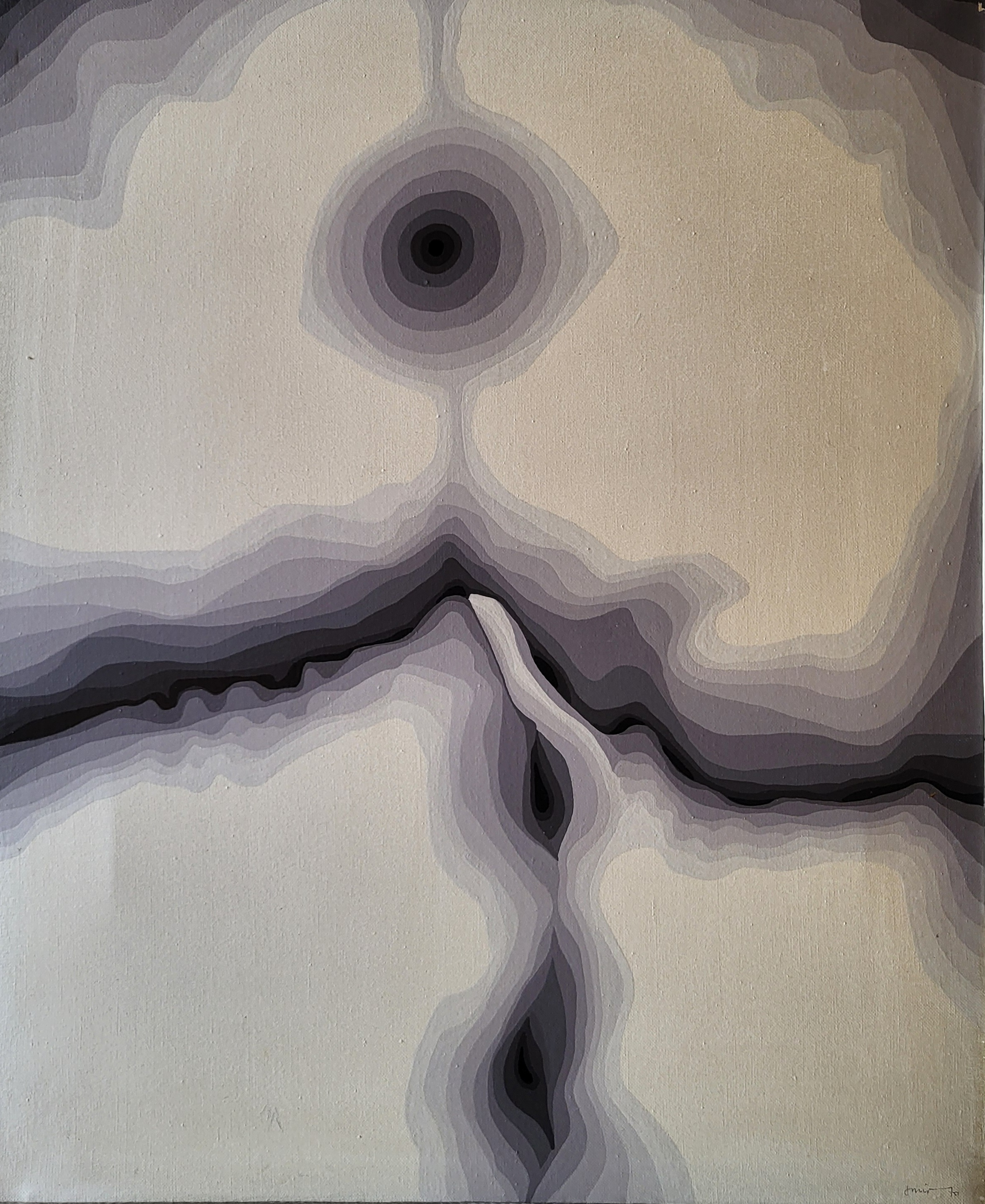
128 - Composició 12x27- 1970
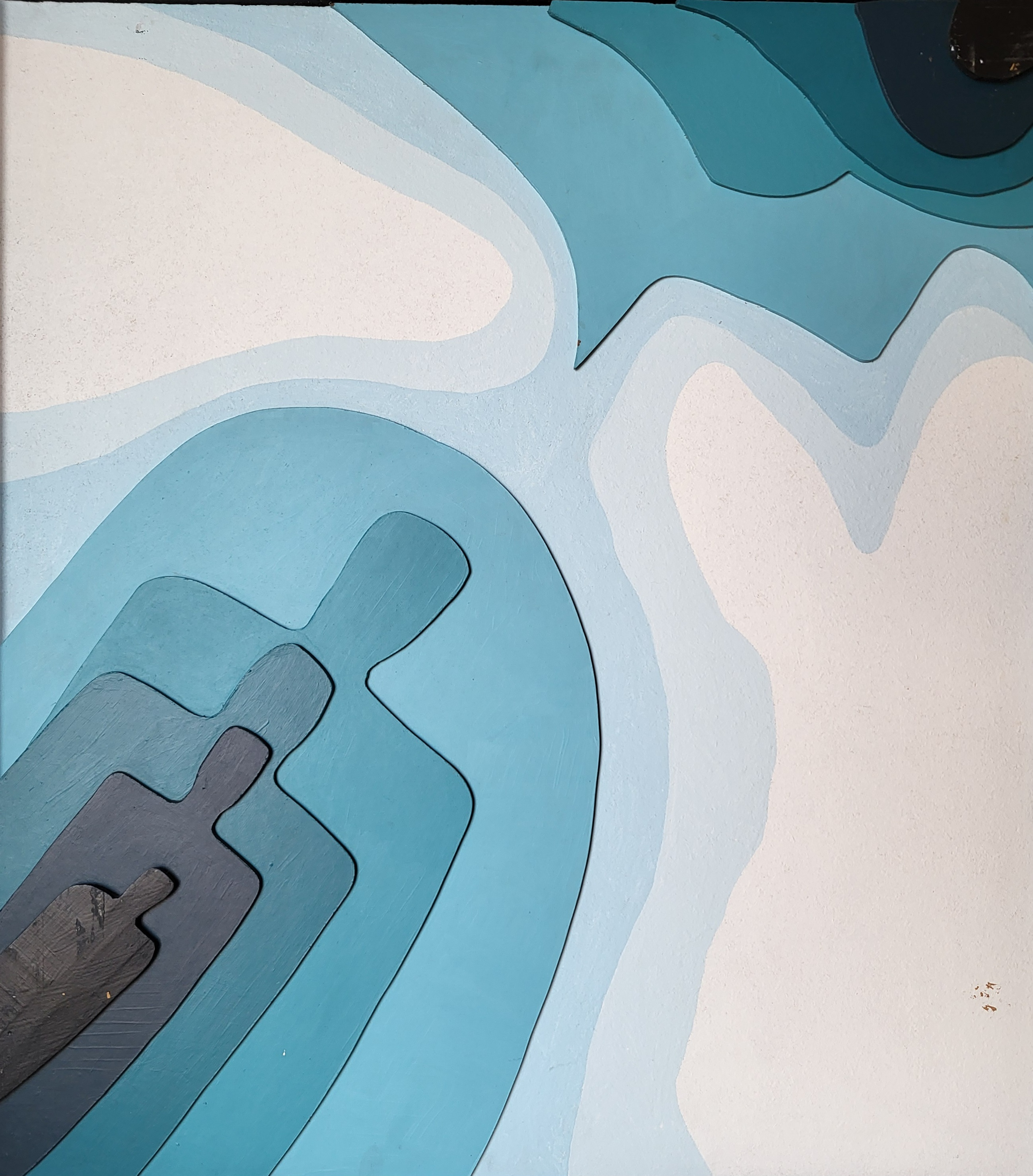
122 - Composició fusta - 1970
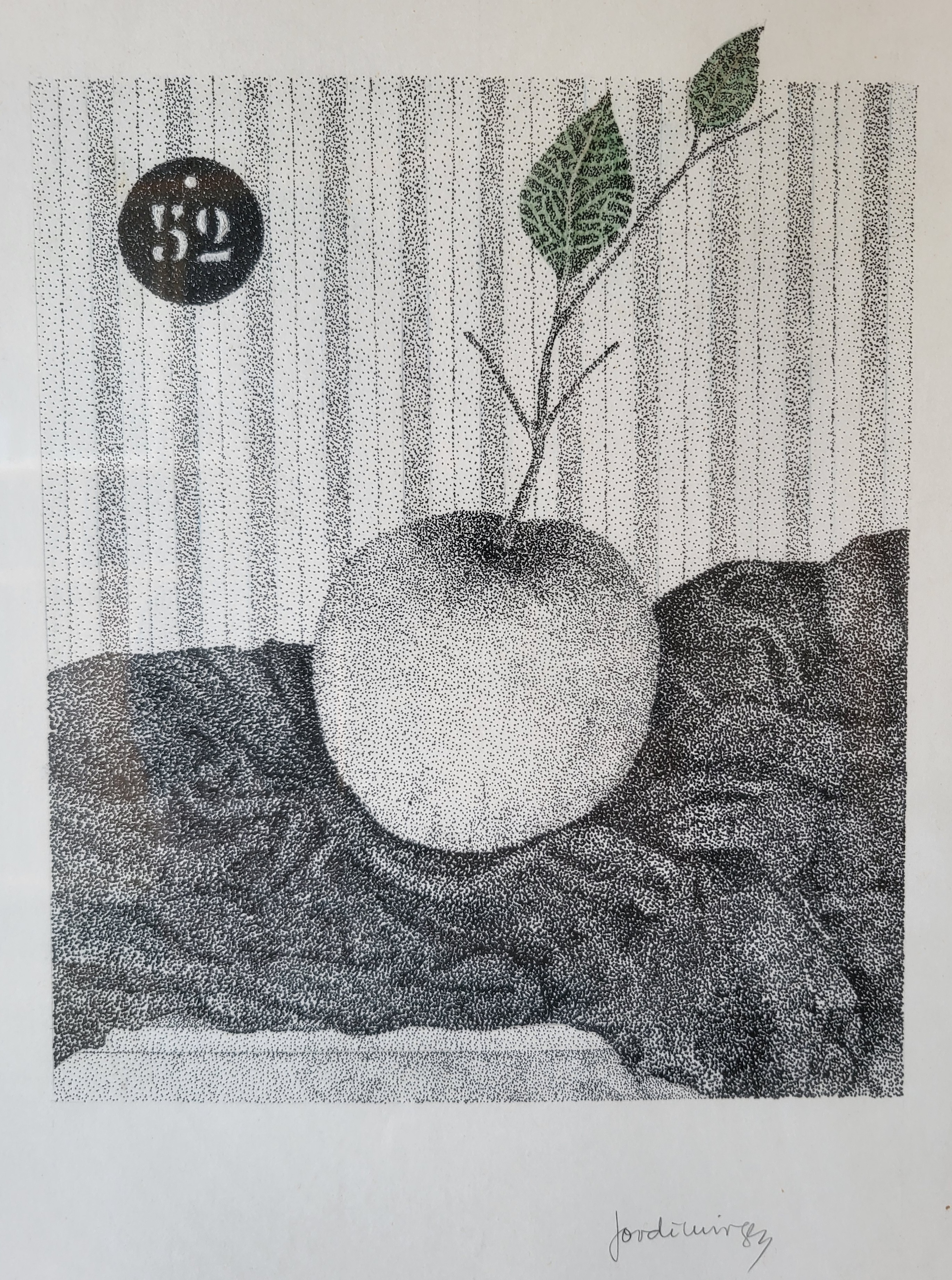
109 - Poma - 1983 (Puntillisme)
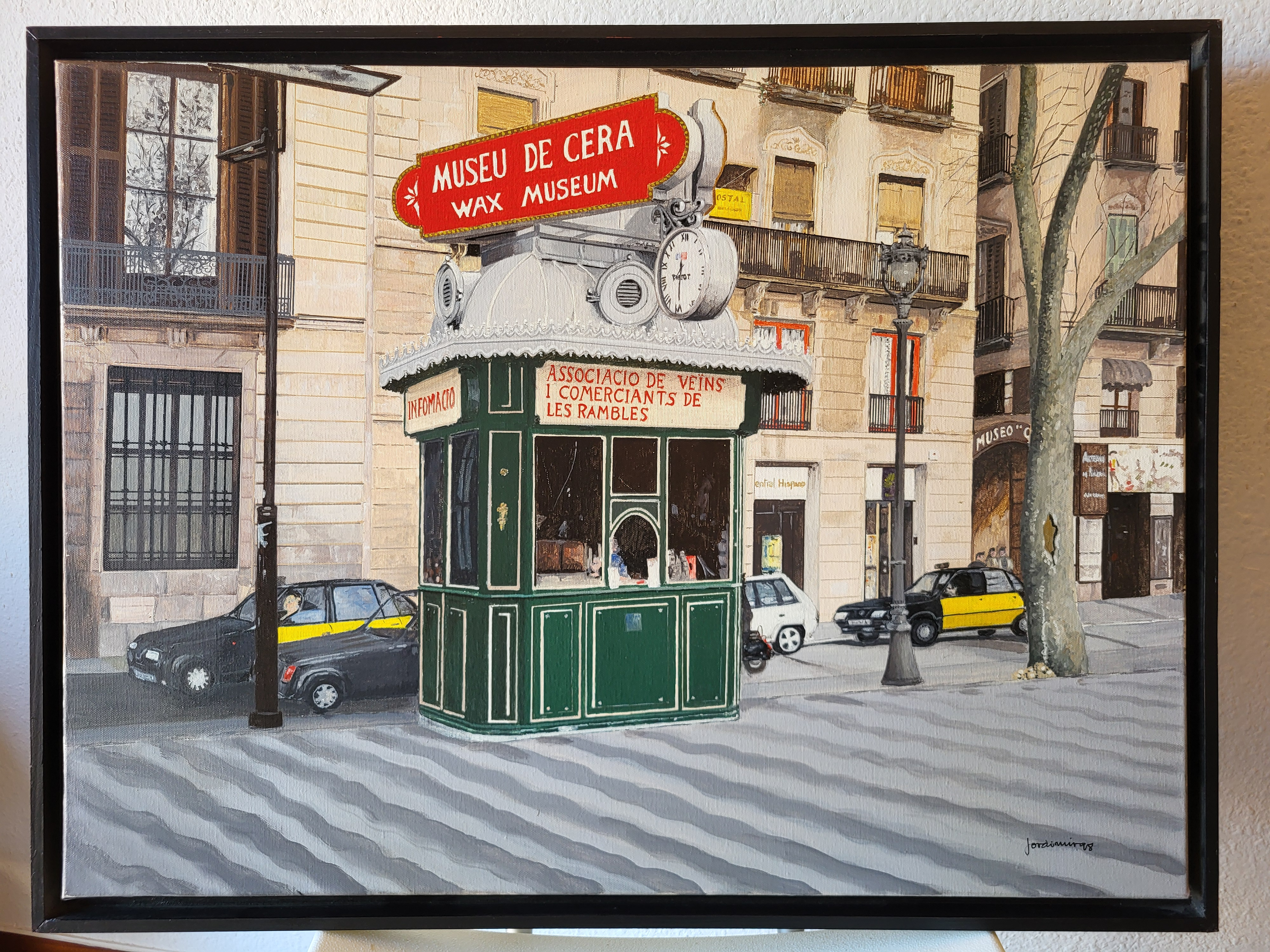
185 - Museu de Cera, La Rambla (Barcelona) - 1998
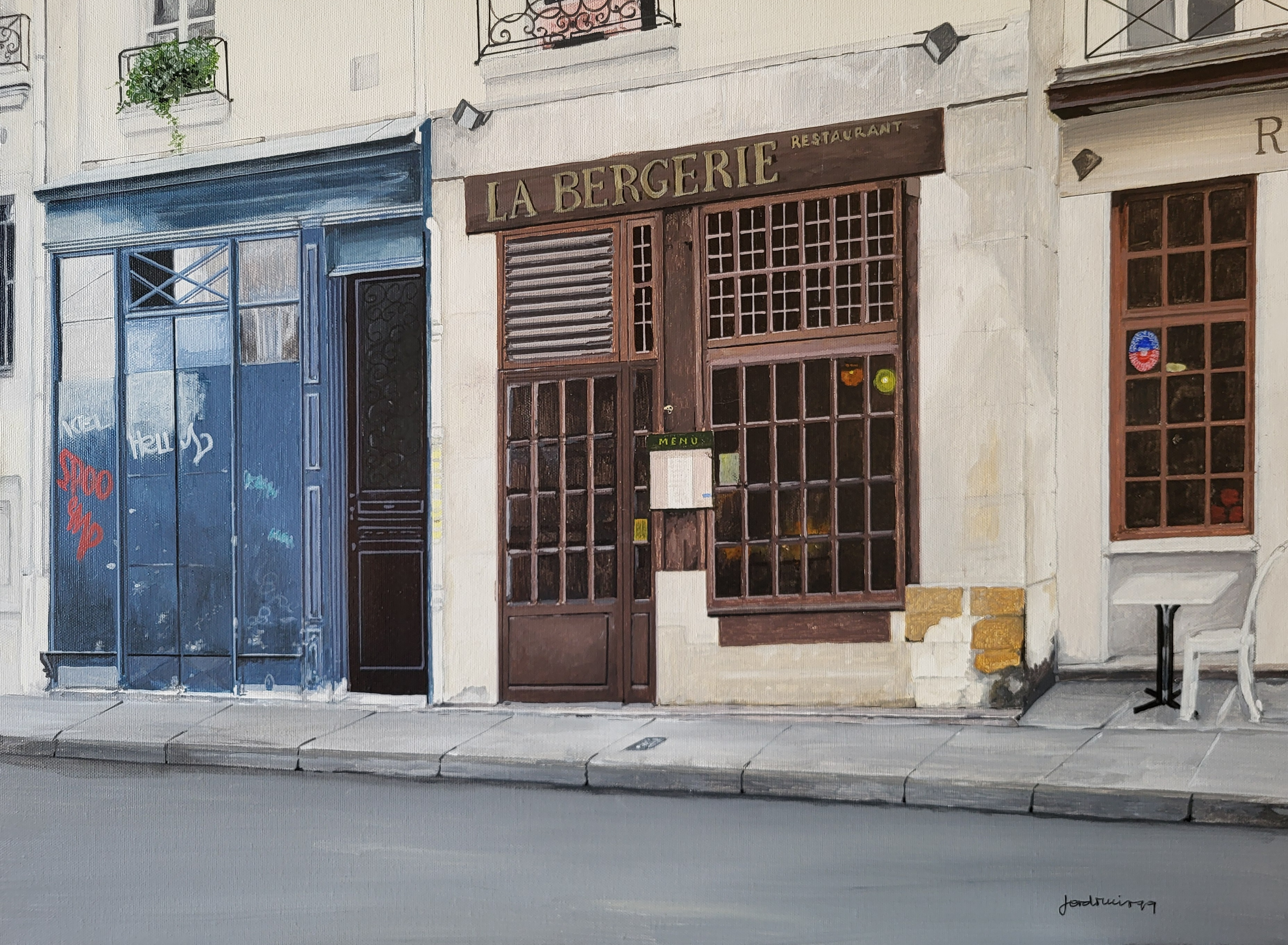
118 - La Bergerie (Paris) - 1999
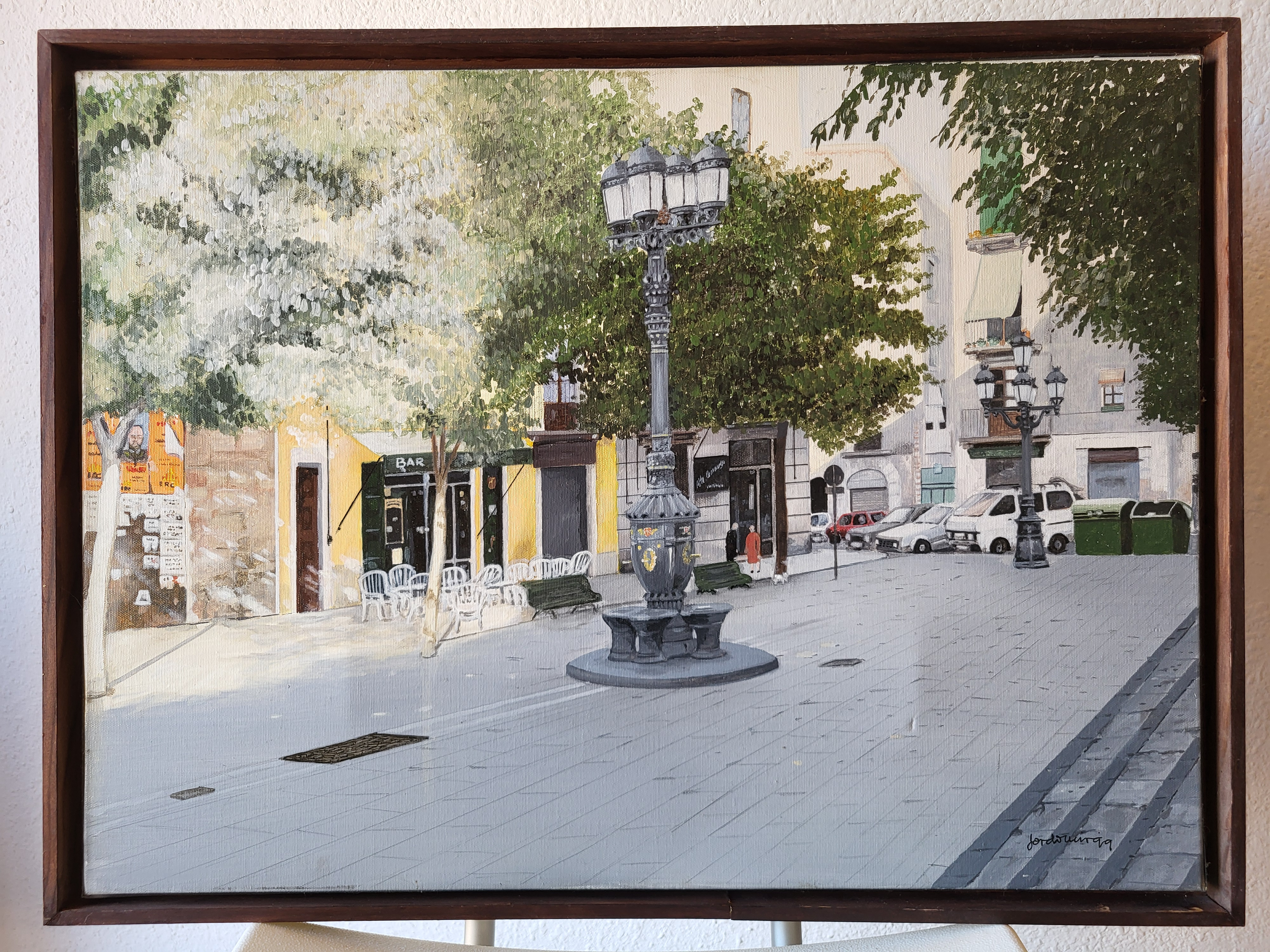
190 - Pl. St. Agusti Vell 2 (Barcelona) - 1999
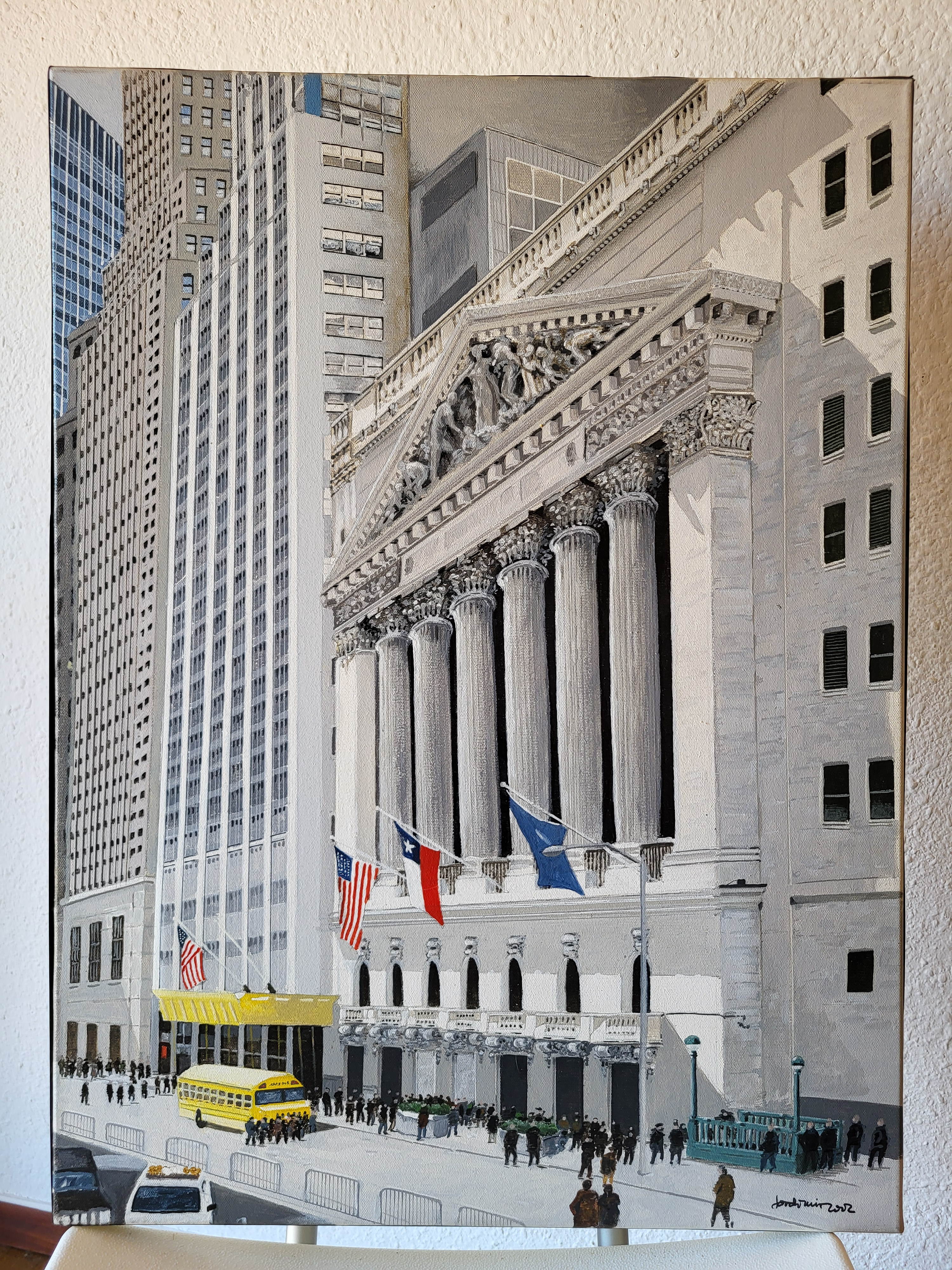
193 - (New York) - 2002
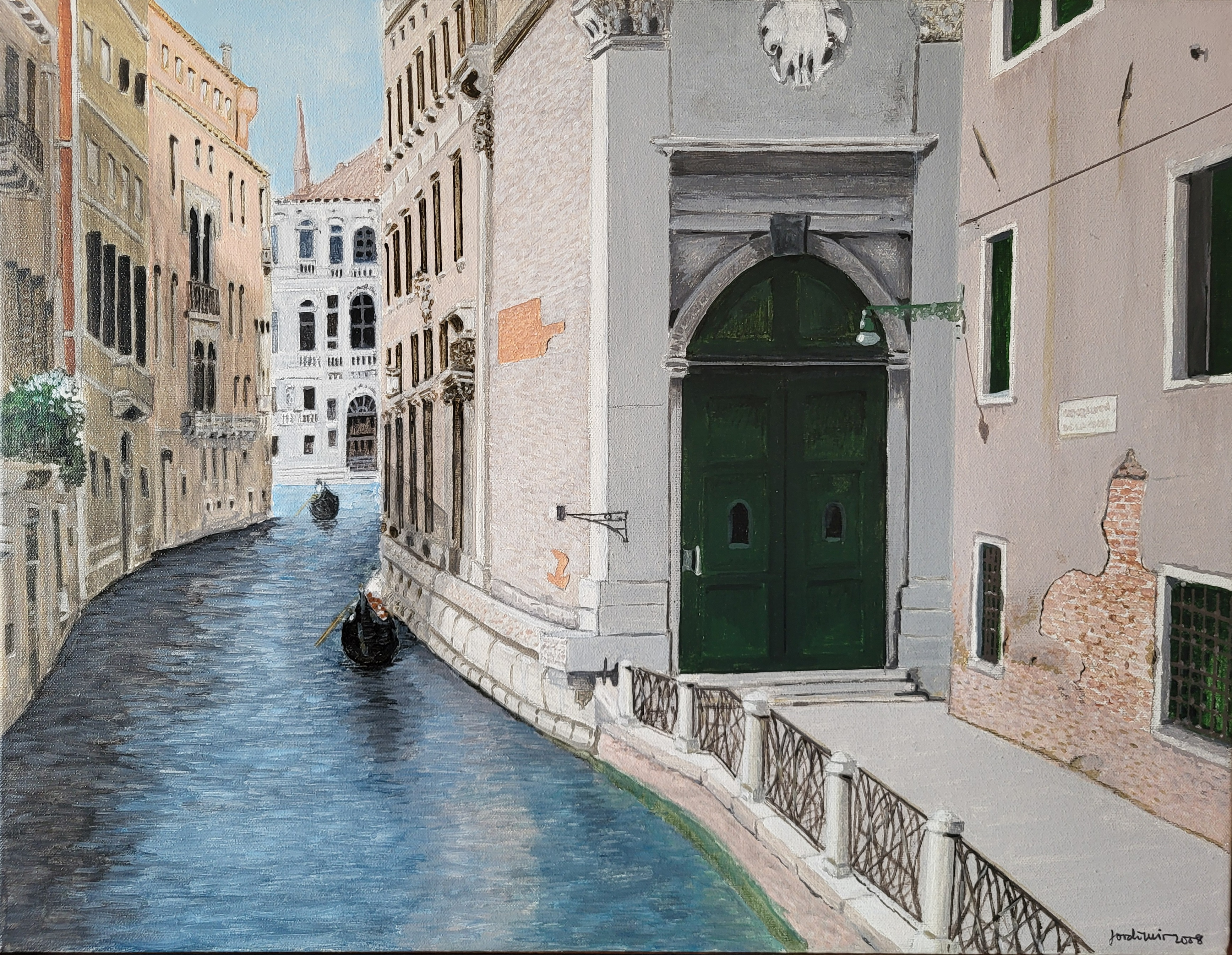
100 - Rincon de Venecia 2 - 2008
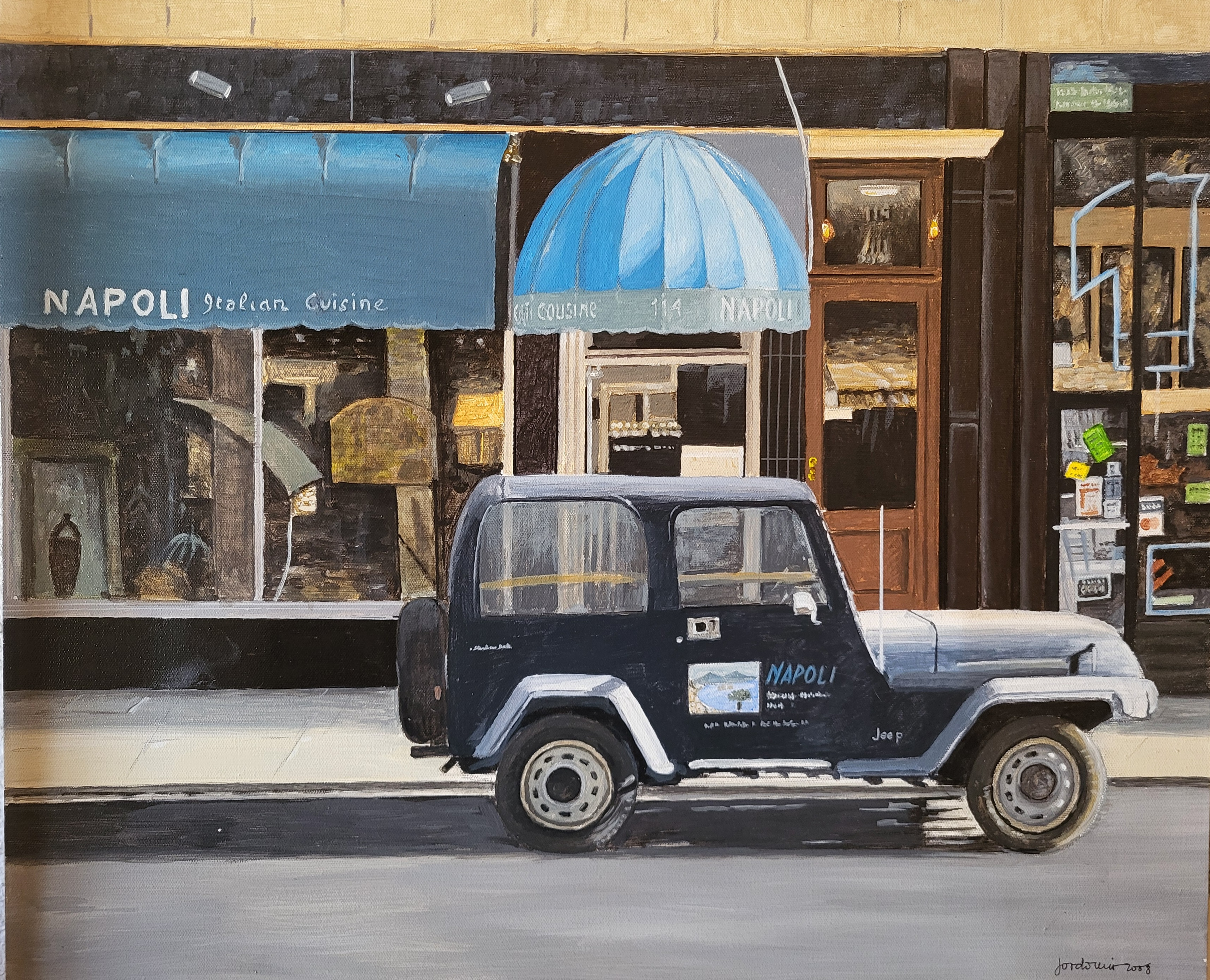
006 - Napoli (Paris) - 2008
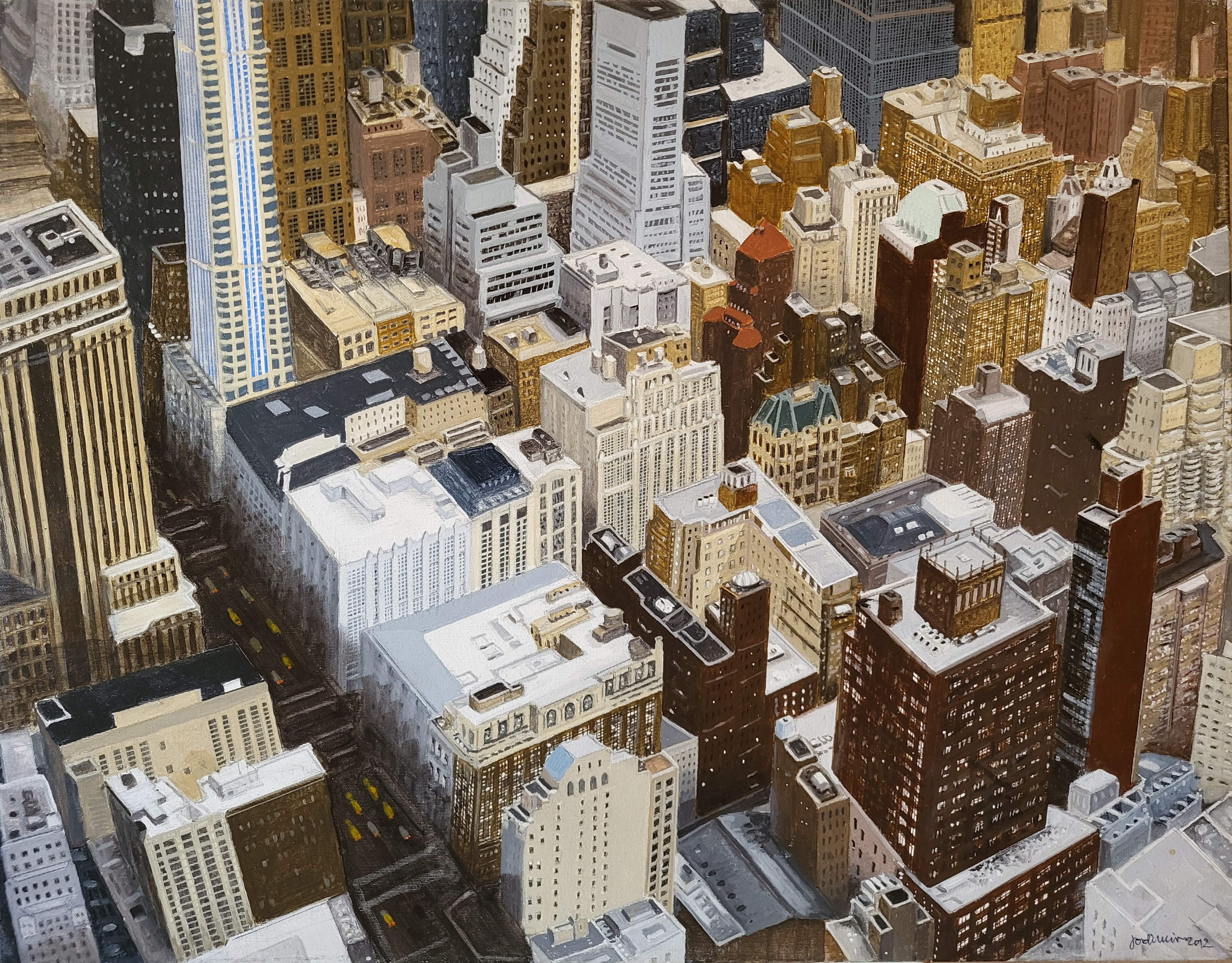
020 - Nova York - Vista d'ocell - 2012

## Cronologia d'exposicions
- 1967-12-24 a 1968-01-07 — L’Hospitalet de Llobregat, Ajuntament de l’Hospitalet: Primera exposició individual de Jordi Mir, amb obres que avançaven una exploració expressiva del color i el moviment.
- 1968-11-23 a 1968-12-08 — Manresa, Cercle Artístic de Manresa: Exposició col·lectiva amb artistes locals. Jordi Mir hi va presentar pintures de caràcter figuratiu amb una notable varietat cromàtica.
- 1968-12-24 a 1969-01-09 — L’Hospitalet de Llobregat, Ajuntament de l’Hospitalet: Segona mostra consecutiva, amb una obra centrada en l’expressivitat gestual i cromàtica.
- 1969-12-24 a 1970-01-11 — L’Hospitalet de Llobregat, Ajuntament de l’Hospitalet: Tercera exposició consecutiva en aquest espai, consolidant la seva presència en l’àmbit expositiu local.
- 1969 — Barcelona, Palau de la Virreina: Exposició col·lectiva patrocinada per l’Ajuntament. Jordi Mir hi va participar amb obra de format mitjà, orientada cap a una síntesi formal.
- 1972-10-18 a 1972-11-12 — Valladolid, Església i claustre de les Dominiques franceses: Exposició individual amb paisatges urbans i marins, destacant la llum i la perspectiva.
- 1973 — Barcelona, Palau de la Virreina: Participació en exposició institucional d’arts visuals contemporànies.
- 1977-11-25 a 1977-12-10 — Manresa, Cercle Artístic de Manresa: Exposició amb obres de paisatges industrials i suburbans, amb una paleta més introspectiva.
- 1983-02-21 a 1983-03-06 — Barcelona, Galeria Època: Primera gran mostra en galeria privada, amb escenes urbanes nocturnes i retrats expressionistes.
- 1989-03-30 a 1989-04-12 — Sabadell, Sala d’Art Negre: Exposició amb escenes quotidianes de càrrega emocional, valorades positivament per la premsa local.
- 1990-10-02 a 1990-10-15 — Barcelona, Sala d’Art De Casó: Presentació de la sèrie “Figures en moviment”, amb influències simbolistes i expressionistes.
- 1991-08-01 a 1991-08-15 — Segur de Calafell, Club Nàutic: Mostra d’estiu amb paisatges marítims, formats grans i textures denses.
- 1993-04-17 a 1993-05-02 — Cardedeu, Sala de les Columnes (Ajuntament): Exposició sobre temàtiques rurals i perifèriques, amb protagonisme de la llum i l’espai.
- 1996-08-06 a 1996-09-02 — Lleida, La Roca del Corb i Galeria d’Art Mercè Solé: Exposició dual amb obres en galeria i en espais naturals, en diàleg amb l’entorn.
- 2001-03-03 a 2001-03-15 — Barcelona, Galeria Magdalena Baxeras: Exposició de maduresa artística amb obres sobre arquitectura urbana i retrats intimistes. Esment a El Periódico (01/03/2001).
- 2003-03-04 a 2003-03-17 — Barcelona, Galeria Magdalena Baxeras: Continuació ampliada de la mostra anterior amb escenes de cafès, mercats i interiors.
- 2005-09-27 a 2005-10-21 — Madrid, Galeria Ra del Rey: Exposició titulada “Nova York”, amb pintures de gran format i estil expressionista. Incloïa material promocional.
- 2008-05-26 a 2008-06-20 — Madrid, Galeria Ra del Rey: Nova exposició amb la col·lecció “Venècia”, centrada en reflexos i arquitectura sobre l’aigua.
- 2009-09-05 a 2009-09-22 — Lleida, Galeria d’Art Amat: Última exposició documentada. Obres de petit format, amb especial treball de la llum i la perspectiva.
- Data desconeguda — Barcelona, Galeria d’Art Lleonart: Segons la revista Art, exposició amb reconeixement per la «personalitat vibrant i compromesa» de l’obra.

## Llegat
Jordi Mir Gisbert va deixar un llegat artístic consistent i coherent, amb una obra que oscil·la entre l’abstracció i la figuració, sempre amb un gran interès per la llum, l’espai i l’arquitectura. Va mantenir una actitud independent i compromesa amb l'art. Algunes de les seves obres es conserven en col·leccions particulars.